# Lastego
Il torrente Lastego è un corso d'acqua della provincia di Treviso.
Nasce alle pendici del monte Grappa, in comune di Pieve del Grappa. Muovendosi verso sud, solca dapprima la valle del Lastego, quindi attraversa la zona collinare sottostante, sfiorando Fietta e Crespano del Grappa. Dopo Fonte Alto e Onè di Fonte entra in pianura e si getta nel Musone presso Spineda.